# بورش 993
بورش 993 (بالإنجليزية: Porsche 993)‏هي سيارة رياضية يتم إنتاجها من قبل شركة بورش .
|transmission=4-speed ناقل حركة أوتوماتيكي
5 & 6-speed علبة سرعات يدوية
|assembly=شتوتغارت، ألمانيا
|wheelbase=89.45 بوصة (2,272 مـم)
|curb weight=Base Coupé: 3,064 lb / 2392.7 kg
|length=1994-95: 167.7 بوصة (4,260 مـم)
1996-98: 167.7 بوصة (4,260 مـم)
|width=1994-98 Coupé: 68.3 بوصة (1,735 مـم)
1994-95 Convertible: 69.9 بوصة (1,775 مـم)
1996-98 Convertible: 70.7 بوصة (1,796 مـم)
|height= 1994-95: 51.6 بوصة (1,311 مـم)
Speedster: 50.4 بوصة (1,280 مـم)
1996-98: 51.8 بوصة (1,316 مـم)
|designer=Tony Hatter (1991)
}}</ref>